# Kampen (Sylt)
Kampen è un comune di 473 abitanti dello Schleswig-Holstein, in Germania.

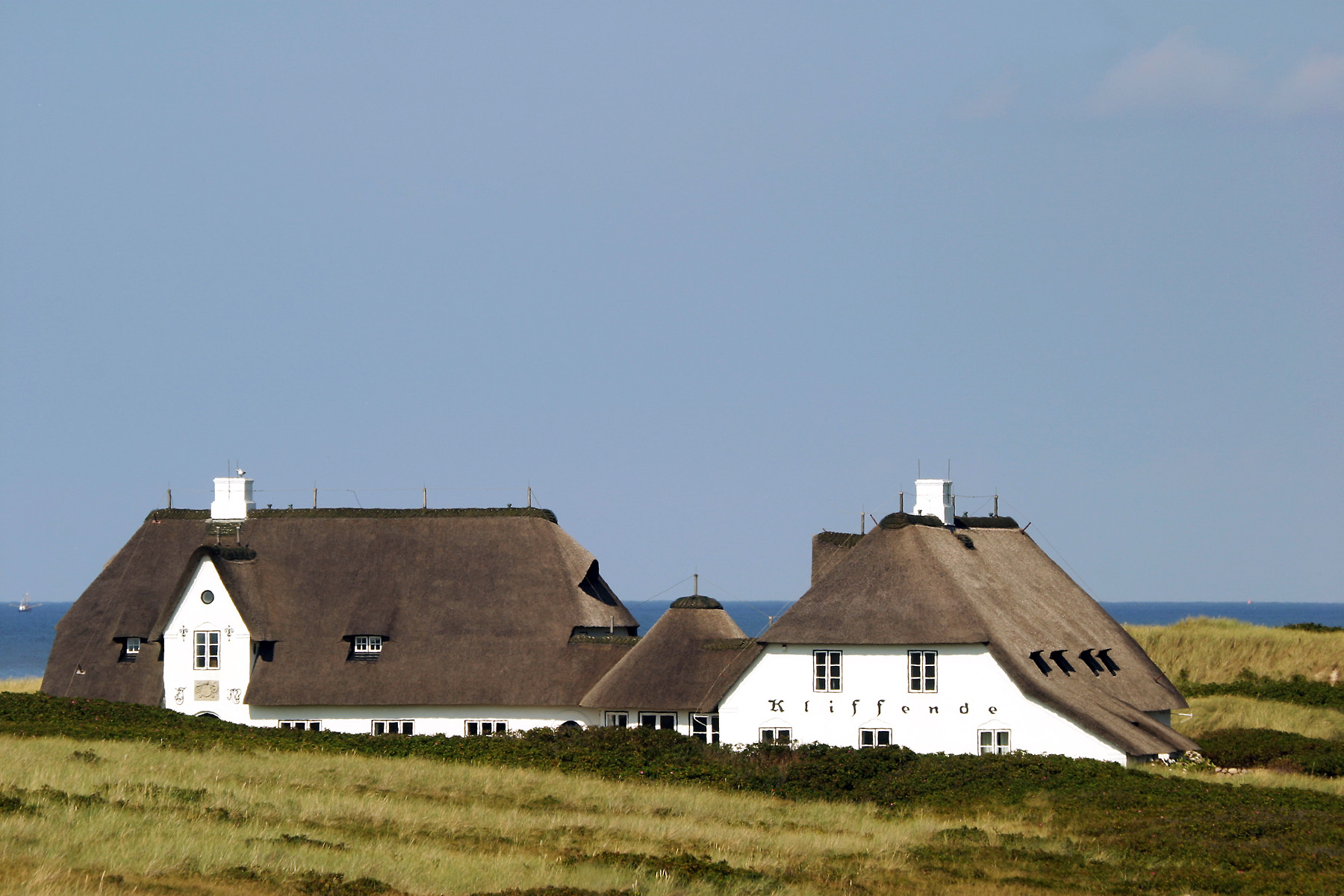

Appartiene al circondario (Kreis) della Frisia Settentrionale (targa NF) ed è parte della comunità amministrativa (Amt) di Landschaft Sylt.
Kampen è conosciuta per la sua Scogliera Rossa e per essere la meta turistica più ricercate sull'isola. Il piccolo paese è molto fornito anche di boutique di alta moda e del lusso.

## Storia
La prima menzione documentata del villaggio di Kampen risale al 1543.
Kampen è stata per secoli una città prettamente agricola. La marineria e la pesca, così come l'industria e l'artigianato, non erano certo meno importanti. 
I turisti hanno scoperto Kampen - la tranquilla località circondata dalla brughiera - solo relativamente tardi. All'inizio del XX secolo, infatti, era ancora considerata una località per pochi intimi. Inizialmente, molti artisti e intellettuali si recavano a Kampen.
Dopo la fine della Seconda Guerra Mondiale, la città divenne sempre più un luogo di incontro per i "ricchi e famosi", gli industriali del miracolo economico. Le celebrità del cinema e della televisione trovarono Kampen chic.
Gli anni '60 videro una notevole crescita del movimento naturista. La spiaggia di "Buhne 16" divenne particolarmente popolare in questo contesto grazie all'ampia copertura. A causa della continua popolarità della città, il paesaggio urbano è cambiato notevolmente negli ultimi decenni. La densità dell'insediamento è aumentata notevolmente, poiché molti degli appezzamenti di terreno un tempo molto spaziosi sono stati lottizzati di nuovo a causa della costante domanda.